# Ransom County
Ransom County är ett administrativt område i delstaten North Dakota, USA. År 2010 hade countyt  5 457 invånare. Den administrativa huvudorten (county seat) är Lisbon.  

## Geografi
Enligt United States Census Bureau har countyt en total area på 2 238 km². 2 235 km² av den arean är land och 3 km² är vatten.

### Angränsande countyn
- Cass County - nordöst
- Richland County - öst
- Sargent County - syd
- Dickey County - sydväst
- LaMoure County - väst
- Barnes County - nordväst